# Маја Матарић
Маја Ј. Матарић (Београд, 1965) америчка је информатичарка и роботичарка. Професорка је на Универзитету Јужне Калифорније, на одсеку за неурологију, педијатрију и роботику. Позната је по свом раду на интеракцији људи и робота. Једна је од зачетница нове области истраживања – социјално помажуће роботике (socially assistive robotics). Ова грана роботике усмерена је на стварање робота који омогућују индивидуализовану терапију и бригу, првенствено кроз социјалну интеракцију. Технологија је усмерена на помоћ популацији са посебним потребама и укључује старије особе, пацијенте после можданог удара, децу са аутизмом. Позната је по раним радовима на координацији тимова и навигације роботима.
Године 2016. је била суоснивач фирме  „Embodied Robotics“ чија је вредност достигла 12 милиона долара.

## Биографија
Маја Матарић рођена је у Београду, главном граду бивше Југославије. Студирала је на Универзитету у Канзасу, а затим се преселила на Институт за технологију у Масачусетсу (MИT) где је 1990. магистрирала и докторирала под менторством Rodney A. Brooks-а.
Радила је као доценткиња  на предмету рачунарство на Brandeis универзитету 1995. На Универзитет у Јужној Калифорнији, дошла је 1997. године, где је радила као асистенткиња на предмету рачунарских наука и на интердисциплинарним студијама програма неуронаука. Унапређена је у ванредну професорку, добила позив за интердисциплинарне студије на одсеку педијатрије, а затим је унапређена у редовну професорку.
Била је председница Комитета жена у науци и инжењерингу „Витерби инжењерске школе“, (2005), председница УСЦ факултета и Академског сената (2006), као и виша помоћница декана за истраживање у „Витерби школи инжињерства“ (2006-2011),  где данас обавља функцију продекана за истраживање (2011- данас).

## Награде и признања
Маја Матарић је 2009. добила награду председника САД за изузетан образовни раду у области  науке,  математике и инжењерства (PAESMEM). Чланица  је „Америчког удружења за унапређење науке“ (АААС), чланица ИЕЕЕ-а,  добитница репрезентативне награде фондације „Okawa“, награде за каријеру „Националне научне фондације“, добила је награду МИТ технолошког часописа., награду ИЕЕЕ друштва за роботику и аутоматизацију. Чланица је почасног друштва „Phi Kappa Phi“, једна је од пет особа које је „LA Times Magazine“, 2010. прогласио визионарима., појављује се у документарцу „Ја и Исак Њутн“, који је номинован за награду „Еми“. Часопис „New Yorker“, посветио јој је чланак „Роботи који брину“. 2013. године, добила је АБИЕ награду за иновације института „Анита Борг“